# T. K. Jones
Thomas Kensington Jones (30 de junio de 1932-15 de mayo de 2015) fue un experto en protección civil estadounidense, más conocido por su creencia de que la humanidad podría sobrevivir al estallido de una guerra nuclear. En 1982, atrajo gran atención por su comentario a Robert Scheer de que Estados Unidos podría sobrevivir a una guerra nuclear «si hay suficientes palas para todos». Trabajó en la administración Reagan y en la industria armamentística para Boeing.

## Primeros años y carrera
Thomas Kensington Jones nació el 30 de junio de 1932 en Tacoma, Washington. Asistió a la Escuela de Ingeniería de la Universidad de Washington y consiguió un trabajo en la empresa que se convirtió en Boeing mientras estaba inscrito allí.
Jones fue consultor de la administración Nixon en las primeras conversaciones sobre limitación de armas estratégicas en 1971, trabajando con Paul Nitze, finalmente recibió el puesto de subdirector y asesor técnico senior. Las opiniones políticas de Jones fueron influenciadas por su amigo Richard Perle. El analista político Strobe Talbott describió a Jones como un protegido de Perle.
En 1974, comenzó a trabajar en Boeing como gerente de evaluación de programas y productos. En ese cargo, preparó un informe para el Comité Conjunto sobre Producción de Defensa estudiando los preparativos de la Unión Soviética para una guerra nuclear. El informe, publicado a finales de 1976, determinó que podrían recuperarse «en no más de dos o cuatro años, mientras que Estados Unidos no podría recuperarse en menos de 12 años». Jones también argumentó en contra de la idea de que «la guerra nuclear sería el fin de toda la humanidad». El académico Dee Garrison escribió que la investigación de Jones en Boeing proporcionó al Comité sobre el Peligro Actual «estadísticas falsas» que le permitieron determinar que el 90% de la población de la URSS podría resistir una guerra nuclear.

## Administración Reagan
En la administración presidencial de Ronald Reagan, Jones fue designado subsecretario adjunto de defensa para investigación e ingeniería, fuerzas nucleares estratégicas y de teatro. A finales de 1981, fue entrevistado por Robert Scheer, quien entrevistó a varios funcionarios de la administración Reagan. En enero del año siguiente se publicó un artículo en el Los Angeles Times. En la entrevista, Jones abrazó su fe en que Estados Unidos podría sobrevivir a una guerra nuclear. Afirmó que el país podría recuperarse completamente en dos a cuatro años, diciendo que «todo el mundo lo logrará si hay suficientes palas para todos. Cava un hoyo, cúbrelo con algunas puertas y luego arroja tres pies de tierra sobre arriba. Es la suciedad la que lo hace». Más tarde, Scheer criticó esto por demostrar una falta de aprecio por los efectos que traería la guerra nuclear. Escribió que muchos en la administración Reagan compartían las opiniones de Jones, pero que él era «más franco que los demás».
Estos comentarios recibieron amplia publicidad, especialmente la cita sobre «suficientes palas para todos». Dañaron la credibilidad de la administración, y en general fueron «desestimados» por la mayoría de los expertos. En Menominee, Míchigan, alrededor de 250 activistas por la paz realizaron una excavación pública en la que pasaron treinta minutos intentando cavar un refugio, pero no tuvieron éxito.
Jones fue llamado varias veces a testificar ante comités del Senado de Estados Unidos tras la publicidad que recibieron sus comentarios. La administración Reagan intentó enviar a otra persona a testificar en su lugar. El 17 de marzo de 1982, faltó a un testimonio programado, ausencia que The Boston Globe atribuyó a que la administración Reagan le dijo que no asistiera. El senador Paul Tsongas criticó duramente la medida y afirmó que si la administración Reagan deseaba «participar en una ideología de derechas y destruir a mis hijos, yo, por mi parte, no me voy a quedar de brazos cruzados». El senador Alan Cranston dijo que los comentarios de Jones estaban «mucho más allá de los límites del pensamiento razonable, racional y responsable». El senador Larry Pressler acusó a la administración de tener «miedo de exponer al Sr. Jones a una audiencia más amplia». En el testimonio que finalmente dio ante el Comité de Relaciones Exteriores, el 31 de marzo de 1982, intentó negar que hubiera estimado que Estados Unidos podría recuperarse de una guerra nuclear en sólo unos pocos años. Sus esfuerzos no tuvieron éxito porque Scheer había grabado la entrevista.
En 1983, cuando se le preguntó quién era T. K. Jones, Reagan supuestamente no lo sabía. Ese año, Jones fue investigado por el gobierno federal por temor a que su paquete de indemnización al dejar Boeing fuera excesivamente alto. En 1986 fue demandado por aceptar un paquete anormalmente grande de 132 000 dólares, que según el Departamento de Justicia de los Estados Unidos le dejó con un conflicto de intereses cuando trabajaba para el gobierno de los Estados Unidos.

## Carrera posterior
Jones regresó a Boeing después de dejar la administración Reagan, donde trabajó hasta jubilarse en 1999.

## Vida personal y muerte
Jones se hacía llamar «T. K.». Talbott lo describió como «un hombre alto, delgado, de modales apacibles, de aspecto erudito, con cabello prematuramente gris peinado a la moda y una forma de hablar extrañamente distraída, casi mecánica», que a algunos les pareció «el prototipo humano de C-3PO». Estaba casado con Deborah Benedetto.
Murió en Bellevue, Washington, el 15 de mayo de 2015, por complicaciones de la enfermedad de Parkinson.